# ТЕС Самаяналлур
9°58′31″ пн. ш. 78°2′41″ сх. д. / 9.97528° пн. ш. 78.04472° сх. д.
ТЕС Самаяналлур – теплова електростанція у індійському штаті Тамілнад.
В 2001 році на майданчику станції стали до ладу 7 генераторних установок на основі двигунів внутрішнього згоряння потужністю по 15,1 МВт.
Як паливо станція використовує мазут. 
Воду для технологічних потреб отримують із річки Вайгай.
Видача продукції відбувається по ЛЕП, що працює під напругою 110 кВ.
Проект реалізували американська компанія Covanta Energy Corporation (76,6%) та SPI Power Group. У 2011-му єдиним власником стала місцева Madurai Power Corporation Private Limited (MPCL).